# Songo Songo
Songo Songo est une île de Tanzanie située dans l'océan Indien. Cette île ne comporte pas d'habitants[réf. souhaitée]. 
Une usine exploite le gaz du champ pétrolifère situé à proximité de l'île.

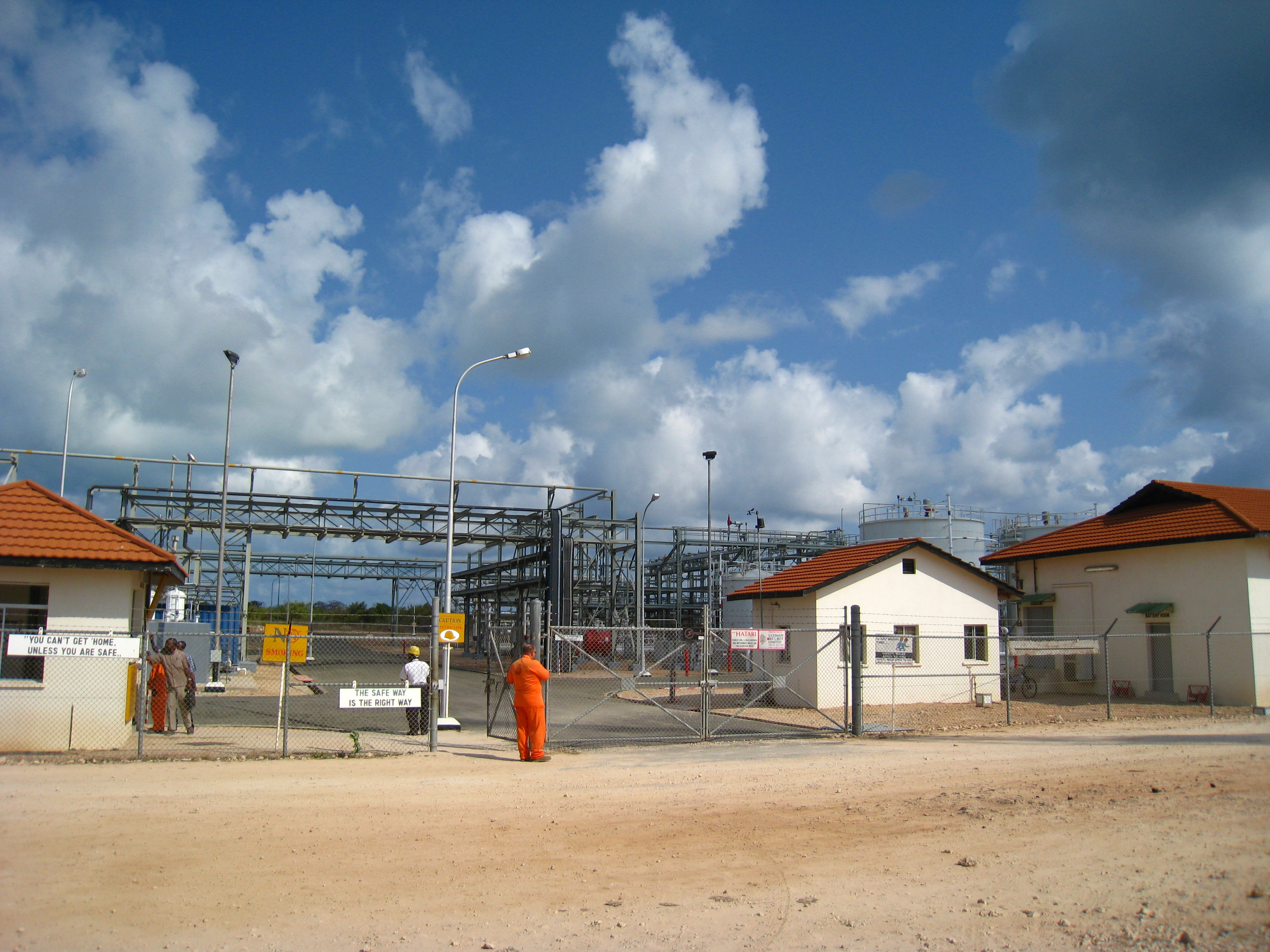
Entrée de l'usine de traitement du gaz.